# Kakwa River
Der Kakwa River ist ein linker Nebenfluss des Smoky River in den kanadischen Provinzen Alberta und British Columbia.

## Flusslauf
Der Kakwa River hat seinen Ursprung im Kakwa Lake nördlich von McBride in den Kanadischen Rocky Mountains in British Columbia. Das umliegende Gebiet befindet sich im Kakwa Provincial Park and Protected Area. Der Fluss fließt in nordöstlicher Richtung nördlich am 2295 m hohen Kakwa Mountain vorbei über die Grenze nach Alberta. Die 30 m hohen Kakwa Falls überwindet der Kakwa River bei (⊙). Er durchfließt danach den Kakwa Wildlands Park, fließt anschließend nach Osten und Nordosten durch das Hügelvorland. Er wird vom Alberta Highway 40 (Bighorn Highway) überquert, bevor er schließlich in den Smoky River mündet.
Der Fluss hieß ursprünglich Porcupine River (englisch porcupine „Baumstachler“) und wurde später nach dem gleichbedeutenden Cree-Wort Kakwa umbenannt.
Der Kakwa River wird von Kajakfahrern und Kanuten zum Wassersport genutzt. Angler fangen im Fluss Stierforellen.